# シェフザーデ・メフメト
シェフザーデ・メフメト(1605年 - 1621年)は、オスマン帝国の王族。父はアフメト1世、母はキョセム・スルタン。

## 生涯
メフメトは1605年にアフメト1世とキョセム・スルタンとの間に生まれた。父のアフメト1世は1617年になくなり、その後即位したムスタファ1世もすぐに退位したため、オスマン2世が即位しメフメトは事実上の皇太子となった。
1621年、オスマン2世の命令によって殺害された。この少し前に、オスマンはイスラム長老のホジャザーデ・エサト・エフェンディに兄弟殺害に関することを法的に肯定する様に求めた。しかし、エサト・エフェンディはこれを拒否したため今度はバルカンの裁判官のケマレッディン・エフェンディに法的に肯定するように要求した。ケマレッディン・エフェンディは兄弟殺しを許可したためオスマン2世は殺害を決意した。これはメフメトが何者かと共謀してオスマン2世を失脚させるのを防ぐためと言われる。オスマン家の者が殺害されるのは18年ぶりであった。
メフメトの死後、12日間にわたって大雪が降ったため、人々はメフメトを殺害したのをアラーが怒っているからこうなったと噂した。
メフメトは死後、イスタンブールで父と同じ霊廟に埋められた。